# Szilassy József (helytartósági tanácsos)
Pilisi és szilasi Szilassy József (1792. május 19. – Losonctugár, 1854. február 19.) magyar királyi helytartósági tanácsos.

## Élete
Szilassy József koronaőr és Desewffy Terézia fia. Volt országgyűlési királyi hivatalos, a drégely-palánki református egyházmegye gondnoka, királyi tanácsos, nádori ítélőmester, Zemplén vármegye főispáni helytartója. Kazinczy Ferenc barátja és segítője volt.

## Beszédei
- 1815. Kisasszony hava 3. Jászberényben; azon alkalmatossággal, midőn Somogyi Antal urat nádor fő kapitányi hivatalyába bévezette: mint nádori biztosnak tartott bé-iktató beszédje. Hely n.
- Zemplény vármegyében, a főispáni hivatal helytartójának a megye kormányára lett meghivattatásos díszes bé-vezettetése... 1825. máj. 9. S.-a.-Ujhelyben... Sárospatak, 1825. (Mások beszédeivel együtt).